# Кобиков, Хамит Кожабергенович
Хамит Кожабергенович Кобиков (каз. Хамит Қожабергенұлы Көбіков;1916—1973) — командир орудия артиллерийского дивизиона 23-й гвардейской мотострелковой бригады (7-й гвардейский танковый корпус, 3-я гвардейская танковая армия, 1-й Украинский фронт). гвардии старшина. Герой Советского Союза.

## Биография
Родился в ауле Сарыбель Панфиловского района Алматинской области в семье чабана. Член ВЛКСМ (1932), член КПСС (1945).
После учебы в средней школе окончил двухгодичные педагогические курсы и в 1938—1941 годах работал учителем в школе с. Баскунчи Панфиловского района.
С 1942 года и до конца войны был на фронте. Орудийный расчёт пушки 76 мм, которым командовал Хамит Кобиков, отличился в битве на Днепре, в сражении за Львов, проявил отвагу и мужество в бою во время форсирования реки Одер. Хамит Кобиков лично уничтожил три вражеских танка, до 30 солдат и офицеров противника.
В 1946—1948 годах учился в партийной школе при ЦК КП Казахстана. В 1949—1950 годах работал инструктором Талды-Курганского обкома партии. С 1951 по 1955 год — председатель ЦК профсоюза работников искусства республики.
В 1956—1958 годах обучался в двухгодичной торгово-кооперативной школе. В 1959—1965 годах — директор Горхлебторга Алматы. В 1966—1973 годах — директор гастрономов «Тянь-Шань» и «Раушан».
Умер 8 января 1973 года после продолжительной болезни. Похоронен на Кенсайском кладбище в Алма-Ате.

## Звания и награды
- Звание Героя Советского Союза присвоено 10 апреля 1945 года[2].
- Награждён орденами Ленина, Отечественной войны 2-й степени (22.05.1945)[3], Красной Звезды (19.11.1944)[4], медаль «За взятие Берлина», «За освобождение Праги», «За победу над Германией», «20 лет Победы», «За доблестный труд, в ознаменование 100 летия со дня рождения В. И. Ленина».

## Семья
- Жена — Кобикова Александра Александровна (1918—2001), домохозяйка, ветеран труда.
- Сын — Кобиков Серик Хамитович (род. 1949), учёный-онколог, доктор медицинских наук, профессор. награждён орденом Курмет (2015).
- Дочь — Кобикова Жаннар Хамитовна (род. 1954), кандидат медицинских наук.

## Память
- На доме, где жил с 1955 года, установлена мемориальная доска (город Алматы, улица Аблай хана, 123).
- На родине в селе Сарыбель установлен бронзовый бюст, имя Героя присвоено общеобразовательной школе.
- В городе Жаркент установлен памятник на аллее Героев.
- На могиле в Алма-Ате установлен бюст.
- Имени Хамита Кобикова с мая 1975 года в городе Алма-Ате носит улица[1].